# Галкинское сельское поселение (Хабаровский край)
Га́лкинское се́льское поселе́ние — муниципальное образование в Хабаровском районе Хабаровского края Российской Федерации. Образовано в 2004 году. 
Административный центр — село Галкино.

## Население
| 2010  | 2011  | 2012  | 2013  | 2014  | 2015  | 2016  |
| ----- | ----- | ----- | ----- | ----- | ----- | ----- |
| 2166  | ↗2173 | ↗2394 | ↘2185 | ↘1987 | ↘1948 | ↗1972 |
| 2017  | 2018  | 2019  | 2020  | 2021  | 2024  | 2025  |
| ↘1952 | ↘1917 | ↘1871 | ↘1850 | ↘1728 | ↘1716 | ↘1688 |

## Населённые пункты
В состав поселения входят 4 населённых пункта:
| № | Населённый пункт | Тип  | Население |
| - | ---------------- | ---- | --------- |
| 1 | Галкино          | село | ↘964      |
| 2 | Константиновка   | село | ↗421      |
| 3 | Свечино          | село | ↗120      |
| 4 | Смирновка        | село | ↗223      |